# Cychrus aeneus
Cychrus aeneus es una especie de escarabajo del género Cychrus, categorizada en la tribu Cychrini, de la subfamilia Carabinae.

## Distribución
Se distribuye por Asia: Turquía, Georgia, Armenia y Rusia.

## Taxonomía
Fue descrita por Fischer von Waldheim en 1824.
Tratamiento taxonómico
La especie aparece registrada y publicada en Entomographia Imperii Rossici, suae Caesareae Majestati Alexandro I dicata. Tomus II. -. xx + 264 pp.